# جی هانت (کارگردان)

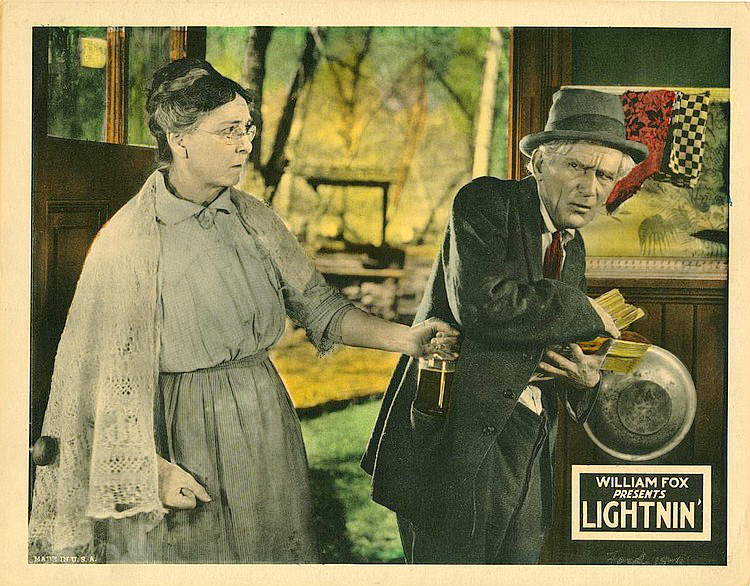
جی هانت کارگردان و بازیگر آمریکایی

جی هانت (انگلیسی: Jay Hunt؛ ۴ اوت ۱۸۵۵ – ۱۸ نوامبر ۱۹۳۲) یک کارگردان و هنرپیشه اهل ایالات متحده آمریکا بود.
از فیلم‌ها یا برنامه‌های تلویزیونی که وی در آن نقش داشته است می‌توان به گردباد ملایم اشاره کرد.